# 迪布羅瓦 (科韋利區)
51°2′10″N 24°57′21″E / 51.03611°N 24.95583°E
迪布羅瓦（烏克蘭語：Діброва），是烏克蘭的村落，位於該國西部沃倫州，由科韋利區霍洛貝市鎮負責管轄，面積0.006平方公里，海拔高度185米，2001年人口41，人口密度每平方公里6,833.33人。